# Regional Preferente de La Rioja 1996-97
La temporada 1996-97 de Regional Preferente de La Rioja era el quinto y último nivel de las Ligas de fútbol de España para los clubes de La Rioja, por debajo de la Tercera División de España.

## Sistema de competición
Los 19 equipos en un único grupo, que se enfrentan a doble vuelta, una vez en casa y otra en el campo del equipo rival, todos contra todos.
El campeón de esta fase regular asciende a Tercera División. El segundo clasificado se enfrentará en un playoff a ida y vuelta contra el segundo clasificado de la Preferente de Navarra. El ganador de este playoff también consigue el ascenso.
Si ascendieran desde el grupo XV de Tercera División más equipos de los que descendieran desde Segunda B, habría más plazas de ascenso, que obtendrían los siguientes clasificados.

## Clasificación[1]
| Pos. | Equipo                | Pts. | PJ | G  | E  | P  | GF  | GC  | Dif. |                                              |
| ---- | --------------------- | ---- | -- | -- | -- | -- | --- | --- | ---- | -------------------------------------------- |
| 1    | C. D. Mirandés (C, A) | 100  | 36 | 32 | 4  | 0  | 142 | 22  | +120 | Ascenso a Tercera                            |
| 2    | C. D. Berceo          | 84   | 36 | 27 | 3  | 6  | 107 | 31  | +76  | Promoción de ascenso a Tercera               |
| 3    | C. D. San Marcial     | 79   | 36 | 25 | 4  | 7  | 74  | 35  | +39  |                                              |
| 4    | C. D. Arnedo          | 78   | 36 | 24 | 6  | 6  | 98  | 41  | +57  |                                              |
| 5    | C. D. Agoncillo       | 73   | 36 | 23 | 4  | 9  | 88  | 38  | +50  |                                              |
| 6    | Náxara C. D.          | 68   | 36 | 21 | 5  | 10 | 85  | 60  | +25  |                                              |
| 7    | C. C. D. Alberite     | 62   | 36 | 19 | 5  | 12 | 76  | 50  | +26  |                                              |
| 8    | C. D. Cenicero        | 58   | 36 | 17 | 7  | 12 | 83  | 62  | +21  |                                              |
| 9    | Yagüe C. F.           | 54   | 36 | 15 | 9  | 12 | 56  | 42  | +14  |                                              |
| 10   | C. D. La Calzada      | 53   | 36 | 15 | 8  | 13 | 79  | 84  | −5   |                                              |
| 11   | C. D. Pradejón        | 42   | 36 | 13 | 3  | 20 | 65  | 100 | −35  |                                              |
| 12   | C. D. Anguiano        | 41   | 36 | 11 | 8  | 17 | 45  | 50  | −5   |                                              |
| 13   | C. Atlético Riojano   | 35   | 36 | 10 | 5  | 21 | 56  | 87  | −31  | El club no compite en la siguiente temporada |
| 14   | C. D. San Lorenzo     | 32   | 36 | 8  | 8  | 20 | 38  | 86  | −48  |                                              |
| 15   | Peña Balsamaiso C. F. | 31   | 36 | 7  | 10 | 19 | 46  | 69  | −23  |                                              |
| 16   | C. D. Bañuelos        | 30   | 36 | 8  | 6  | 22 | 57  | 99  | −42  |                                              |
| 17   | C. D. El Cortijo      | 28   | 36 | 8  | 4  | 24 | 43  | 98  | −55  |                                              |
| 18   | C. D. Aldeano         | 17   | 36 | 5  | 2  | 29 | 42  | 109 | −67  |                                              |
| 19   | C. F. Laguardia       | 9    | 36 | 2  | 3  | 31 | 21  | 138 | −117 |                                              |

 Fuente: www.futbol-regional.es

## Promoción de ascenso
| Equipo 1     | Agr. | Equipo 2        | Ida | Vuelta |
| ------------ | ---- | --------------- | --- | ------ |
| C. D. Berceo | 4-4  | C. D. Murchante | 2-3 | 2-1    |

| Ida; 8 de junio de 1997 | C. D. Berceo | 2-3 | C. D. Murchante |  |  |

| Vuelta; 15 de junio de 1997 | C. D. Murchante | 1-2 (Global 4-4) | C. D. Berceo |  |  |

| Asciende el C. D. Murchante |